# Life on the Murder Scene
Albums de My Chemical Romance
Three Cheers for Sweet Revenge
(2004) The Black Parade
(2006)
Life on the Murder Scene est le tout premier CD/DVD Live du groupe américain My Chemical Romance. L'album contient 3 disques (1 CD Live et 2 DVD). Life on the Murder Scene est avant tout un album live, mais il inclut également 2 démos (Bury Me in Black et I Never Told You What I Do for a Living) ainsi qu'une nouvelle chanson, Desert Song. 

## Liste des Chansons (CD Live)
1. Thank You for the Venom – 3:49
2. Cemetery Drive – 3:17
3. Give 'Em Hell, Kid – 2:20
4. Headfirst for Halos – 2:42
5. Helena – 3:37
6. You Don't Know What They Do to Guys Like Us in Prison – 3:11
7. The Ghost of You – 3:26
8. I'm Not Okay (I Promise) – 3:08
9. I Never Told You What I Do for a Living (Demo) – 3:44
10. Bury Me in Black (Demo) – 2:37
11. Desert Song (Nouvelle chanson) – 3:50

## Le Journal de Bord (DVD 1)
Le premier DVD raconte l'histoire de MCR depuis leurs débuts. Après une présentation de chaque membre du groupe, ces derniers nous racontent des anecdotes de leurs débuts et leur ascension vers la gloire. Entre autres, on retrouve des aperçus de leurs premiers concerts, la descente aux enfers du chanteur Gerard Way dans l'alcoolisme ainsi que des aperçus du nouvel album (qui n'avait pas alors de nom), The Black Parade. 

### Chapitres
- Introduction
- Membres actuels du groupe
- Jersey
- Les Premières Années
- Les Influences
- La Naissance de My Chemical Romance
- Les Première Collaborations
- Skylines and Turnstiles(titre de la toute première chanson du groupe)
- "My Chemical Romance" (La provenance du nom du groupe)
- Frank Iero
- Le Premier Concert de My Chemical Romance
- Brian
- I Brought You My Bullets, You Brought Me Your Love (titre du premier album studio du groupe)
- À la conquête du monde
- La prochaine étape
- Signer avec une étiquette majeure (ici Reprise Records US)
- Three Cheers for Sweet Revenge (titre du second album studio de MCR)
- Howard Benson
- Le Warped Tour
- La sortie de l'album (Three Cheers for Sweet Revenge)
- "La prochaine grosse sensation"
- Du haut du ciel à la descente aux enfers
- Devenir un nouveau groupe
- Bob Bryar
- Le vidéoclip de I'm Not Okay (I Promise)
- Le monde des bonbons
- L'explosion de My Chemical Romance
- La tournée Nintendo Fusion
- Ensuite vint le vidéoclip d'Helena
- La Mode
- La vie en tournée
- Bandes dessinées et art
- Les Super-Héros du Rock
- Anti-Rock N Roll
- Le vidéoclip de The Ghost of You
- La Tournée Taste of Chaos
- Devenir plus théâtral
- L'avenir

### Apparitions
- Howard Jones, Killswitch Engage
- The Used
- Howard Benson
- Brian Schecter, le manager du groupe

### DVD 2
Live Performances
1. "I'm Not Okay (I Promise)" (DVD)
2. "Cemetery Drive" (DVD)
3. "Our Lady of Sorrows"(DVD)
4. "Honey, This Mirror Isn't Big Enough for the Two of Us" (DVD)
5. "You Know What They Do to Guys Like Us in Prison" (DVD)
6. "Headfirst for Halos" (DVD)
7. "The Ghost of You" (DVD)
8. "Thank You for the Venom" (DVD)
9. "Give 'Em Hell, Kid" (DVD)
10. "Vampires Will Never Hurt You" (DVD)
11. "Helena (song)|Helena" (DVD)

Apparitions à la télévision
1. "I'm Not Okay (I Promise)" (DVD)
2. "I'm Not Okay (I Promise)" (DVD)

Performances en ligne
1. "Helena"
2. "I'm Not Okay (I Promise)"
3. "The Ghost of You"
4. "You Know What They Do to Guys Like Us in Prison"
5. "I'm Not Okay (I Promise)"
6. "Helena (song)|Helena"

Vidéoclips
1. "I'm Not Okay (I Promise)" (DVD)
2. "I'm Not Okay (I Promise)" (Version École) (DVD)
3. The Making of "I'm Not Okay (I Promise)" (DVD)
4. "Helena" (DVD)
5. The Making of "Helena" (DVD)
6. "The Ghost of You" (DVD)
7. The Making of "The Ghost of You" (DVD)

## Certifications
| Pays              | Certification |
| ----------------- | ------------- |
| Royaume-Uni (BPI) | Argent        |